# Bill Homeier
Pas d'image ? Cliquez ici
Bill Homeier est un pilote automobile américain, né le 31 août 1918 à Rock Island (Texas), et mort le 5 mai 2001 à Houston. Il a surtout disputé des courses de Midget, mais a également disputé à trois reprises les 500 miles d'Indianapolis, entre 1954 et 1960.

## Résultats aux 500 miles d'Indianapolis
| Edition | Voiture             | Moteur      | Equipe                         | Résultat     |
| ------- | ------------------- | ----------- | ------------------------------ | ------------ |
| 1953    | Lesovsky            | Offenhauser | Coast Grain                    | Non-qualifié |
| 1953    | Kurtis Kraft 500B   | Cadillac    | Cal Connell                    | Non-qualifié |
| 1954    | Nichels             | Offenhauser | H.A. Chapman                   | 24e          |
| 1955    | Kurtis Kraft 500B   | Offenhauser | Travelon Trailer / Ernest Ruiz | Non-qualifié |
| 1955    | Kurtis Kraft 500C   | Offenhauser | Merz Engineering               | 5e           |
| 1958    | Kurtis Kraft 500C   | Offenhauser | Kurtis Kraft / Smith           | Non-qualifié |
| 1958    | Kurtsi Kraft 500C   | Offenhauser | Safety Auto Glass              | Non-qualifié |
| 1959    | Kurtis Kraft 500G   | Offenhauser | Go-Kart / C.O. Prather         | Non-qualifié |
| 1959    | Kurtis Kraft 500G   | Offenhauser | Rusco Battery Cable            | Non-qualifié |
| 1960    | Kuzma Indy Roadster | Offenhauser | Ridgewood Builders             | 13e          |